# Coffea tetragona
Coffea tetragona là một loài thực vật có hoa trong họ Thiến thảo. Loài này được Jum. & H.Perrier mô tả khoa học đầu tiên năm 1910.